# Novo Selo, Selca
Novo Selo je naselje na hrvaškem otoku Brač ki upravno spada pod občino Selca; le-ta pa spada pod Splitsko-dalmatinsko županijo.
Novo Selo leži okoli 1 km severno od občinskega središča ob lokalni cesti Selca - Povlja. V vasi stalni živi okoli 150 prebivalcev.

## Demografija
| Pregled števila prebivalcev po letih | Pregled števila prebivalcev po letih | Pregled števila prebivalcev po letih | Pregled števila prebivalcev po letih | Pregled števila prebivalcev po letih | Pregled števila prebivalcev po letih | Pregled števila prebivalcev po letih | Pregled števila prebivalcev po letih | Pregled števila prebivalcev po letih | Pregled števila prebivalcev po letih | Pregled števila prebivalcev po letih | Pregled števila prebivalcev po letih | Pregled števila prebivalcev po letih | Pregled števila prebivalcev po letih | Pregled števila prebivalcev po letih |
| ------------------------------------ | ------------------------------------ | ------------------------------------ | ------------------------------------ | ------------------------------------ | ------------------------------------ | ------------------------------------ | ------------------------------------ | ------------------------------------ | ------------------------------------ | ------------------------------------ | ------------------------------------ | ------------------------------------ | ------------------------------------ | ------------------------------------ |
| 1857                                 | 1869                                 | 1880                                 | 1890                                 | 1900                                 | 1910                                 | 1921                                 | 1931                                 | 1948                                 | 1953                                 | 1961                                 | 1971                                 | 1981                                 | 1991                                 | 2001                                 |
| 183                                  | 209                                  | 246                                  | 374                                  | 451                                  | 459                                  | 0                                    | 283                                  | 295                                  | 304                                  | 290                                  | 251                                  | 206                                  | 205                                  | 179                                  |